# إرنست كوكس
إرنست كوكس (بالإنجليزية: Ernest Cox)‏ (و. 1883 – 1959 م) هو مهندس، وشخصية أعمال من المملكة المتحدة، والمملكة المتحدة لبريطانيا العظمى وأيرلندا، ولد في ولفرهامبتن، توفي عن عمر يناهز 76 عاماً.